# Arthur James Balfour
Arthur James Balfour, I conte di Balfour (Whittingehame, 22 luglio 1848 – Londra, 19 marzo 1930), è stato un politico britannico.
Esponente del Partito Conservatore, è stato primo ministro del Regno Unito dal 12 luglio 1902 al 5 dicembre 1905. Era inoltre membro della massoneria del Regno Unito.
Nel 1917, mentre ricopriva la carica di segretario per gli affari esteri, sostenne, tramite la nota dichiarazione Balfour, la creazione di uno stato ebraico in Palestina, in vista della sconfitta dell'Impero ottomano, del quale la Palestina faceva parte, nell'ambito della prima guerra mondiale.
Membro della Fabian Society, fu inoltre presidente della Society for Psychical Research di Londra nel 1893. Nel 1895 pubblicò il libro Foundations of Belief, che ebbe numerose edizioni e fu tradotto in francese.

## Biografia

### Giovinezza

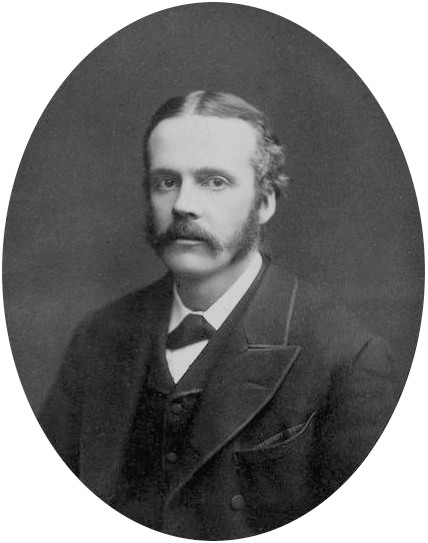
Balfour agli inizi della sua carriera politica.

Arthur Balfour nacque a Whittingehame, East Lothian, Scozia, figlio primogenito di James Maitland Balfour (1820–1856) e di sua moglie, lady Blanche Gascoyne-Cecil (1825-1872). Suo padre era deputato scozzese mentre sua madre, rampolla della nobile famiglia dei Cecil, discendeva da Robert Cecil, I conte di Salisbury, ed era figlia di James Gascoyne-Cecil, II marchese di Salisbury nonché sorella di Robert Gascoyne-Cecil, III marchese di Salisbury, futuro primo ministro.
Suo padrino di battesimo fu il duca di Wellington, dal quale prese il nome. Egli era il primo figlio maschio di otto figli totali ed aveva quattro fratelli e tre sorelle, tra i quali Francis Maitland Balfour (1851-1882), famoso embriologo di Cambridge. Arthur Balfour venne educato nei primi anni alla scuola preparatoria di Hoddesdon, Hertfordshire (1859–1861), per poi passare al college di Eton (1861–1866), dove studiò con l'influente William Johnson Cory (1823-1892). Passò poi all'Università di Cambridge (1866–1869), ottenendo la laurea.
Balfour venne colpito in quegli anni dalla morte per tifo della cugina May Lyttelton che aveva sperato di sposare, un evento che ebbe conseguenze sul suo carattere e sul suo interesse per l'occultismo e lo spiritismo che lo portarono diverse volte a tentare con dei medium di contattare la cara estinta. Balfour non si sposò per il resto della sua vita e rifiutò galantemente anche proposte rilevanti quali quella di Margot Tennant (poi Asquith) replicando: "No, non posso. Desidero guadagnarmi la mia carriera personalmente."
Egli visse prevalentemente con la sorella Alice la quale non era sposata, anche se di sicuro si sa che egli intrattenne per quarant'anni un'amicizia con Mary Charteris (nata Wyndham), lady Elcho, poi contessa di Wemyss e March, al punto che alcuni biografi scrivono "è difficile dire quanto questa relazione si sia mantenuta a distanza tra i due" facendo intuire un possibile legame sentimentale. Tale ipotesi è rafforzata da una lettera della nobildonna datata 1887, nella quale peraltro sembra che i due fossero coinvolti anche in pratiche sado-masochiste.

### Inizi della carriera politica
A parte la vita privata, nel 1874 Balfour venne eletto deputato nelle schiere del partito conservatore per la circoscrizione di Hertford e rimase a rappresentare questa costituente sino al 1885. Nella primavera del 1878 Balfour divenne segretario privato di suo zio, Lord Salisbury. Con questa carica egli accompagnò Salisbury (poisegretario di Stato per gli affari esteri e del Commonwealth) al Congresso di Berlino ed ebbe così le prime esperienze di politica internazionale in relazione soprattutto al conflitto russo-turco della guerra di Crimea. Nel frattempo egli riuscì ad eccellere come letterato e nel 1879 pubblicò il saggiò filosofico Defence of Philosophic Doubt.
Balfour divise il suo tempo tra l'arena politica e gli incarichi accademici. Dopo aver rinunciato all'incarico di segretario privato dalle elezioni generali del 1880, iniziò a dedicarsi più attivamente agli incarichi parlamentari. Fu per un certo periodo associato politicamente a Lord Randolph Churchill, Sir Henry Drummond Wolff (1830-1908) e John Eldon Gorst (1835-1916). Questo quadrumvirato divenne noto col nome di "Fourth Party" e ottenne rilevanza in particolare grazie al criticismo del leader, Lord Randolph Churchill, essenzialmente rivolto a Sir Stafford Northcote (1818-1887), R. A. Cross, I visconte Cross (1823-1914) e ad altri membri anziani del partito.

### Servizio nel governo di Lord Salisbury

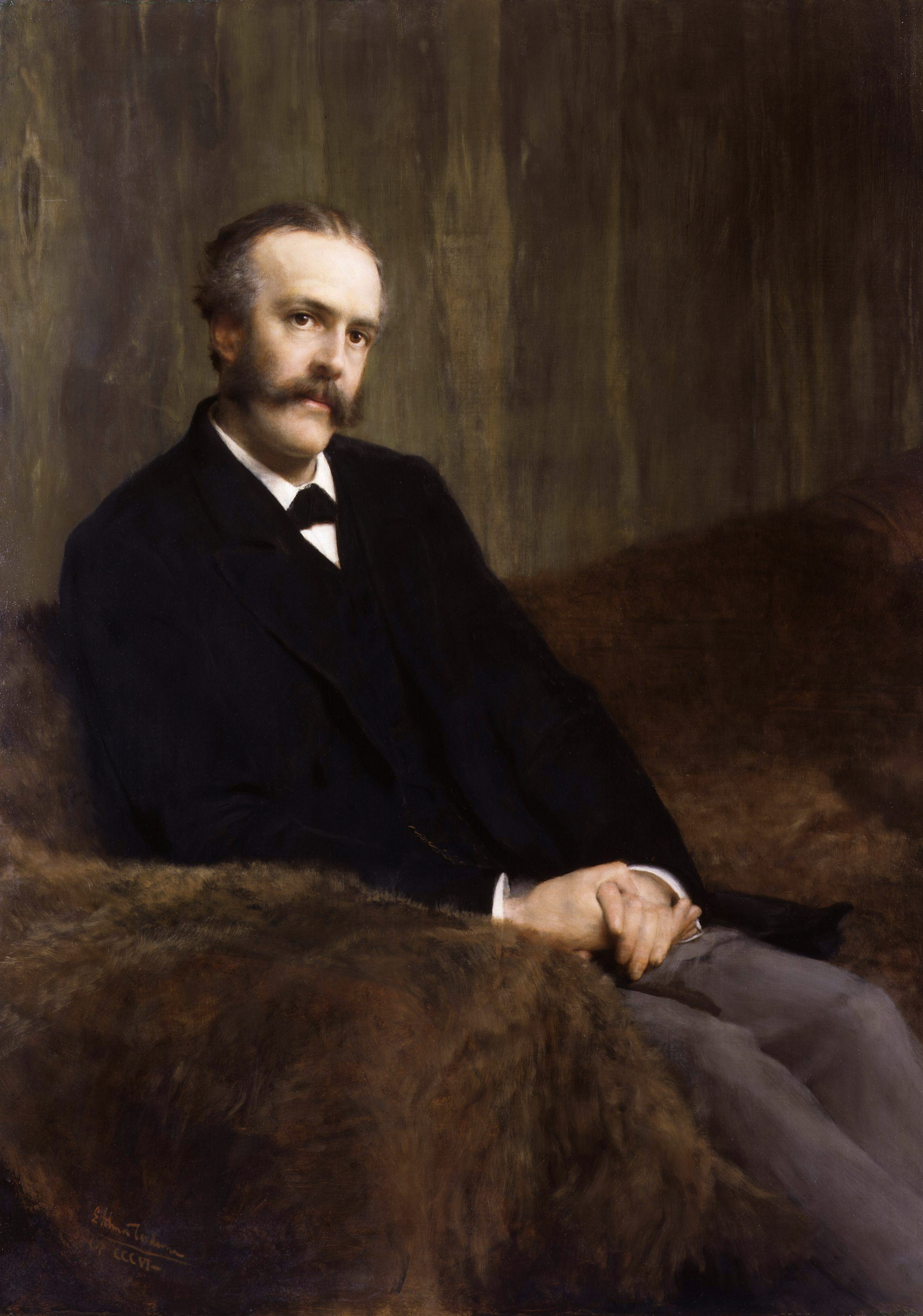
Arthur Balfour in un ritratto di Lawrence Alma-Tadema

Nel 1885, lord Salisbury nominò Balfour President of the Local Government Board; l'anno successivo Balfour divenne segretario di Stato per la Scozia, guadagnandosi quindi un seggio nel gabinetto di governo. Questi incarichi se da un lato gli offrirono l'opportunità di emergere nella compagine di governo, gli servirono anche come apprendistato in politica. All'inizio del 1887 Michael Hicks Beach (1837-1916), a quel tempo capo segretario per l'Irlanda, diede le proprie dimissioni per malattia e lord Salisbury nominò suo nipote al suo posto. La scelta stupì il mondo politico inglese e fece sì che il popolo coniasse il modo di dire "Bob's your uncle!" per indicare appunto una persona favorita. Balfour ad ogni modo riuscì a stupire chi lo criticava in maniera positiva rinforzando il Crimes Act al punto da guadagnarsi il soprannome di "Bloody Balfour" ("Balfour il sanguinario").
In parlamento Balfour fu in grado di resistere ad ogni apertura possibile al Partito Parlamentare Irlandese sulla questione dell'Home rule, e, alleatosi con Joseph Chamberlain e coi suoi unionisti liberali, incoraggiò l'attivismo di questo partito in Irlanda. Balfour gettò inoltre le basi per la prosperità dell'area con la creazione del Congested Districts Board for Ireland nel 1890. Fu durante questo periodo, dal 1886 al 1892, che egli mise in pratica le sue capacità oratorie ed ottenne la reputazione di uno tra i migliori oratori della sua epoca, in grado di convincere tanto i deputati quanto le masse.
Alla morte di William Henry Smith (1825–1891) nel 1891, Balfour divenne First Lord of the Treasury — l'ultimo nella storia britannica a non essere nel contempo primo ministro ad occupare questa carica - e Leader della Camera dei Comuni. Dopo la caduta del governo nel 1892 egli trascorse tre anni all'opposizione. Quando i conservatori tornarono al potere in coalizione coi Liberali Unionisti, nel 1895, Balfour assunse nuovamente la carica di leader della Camera dei Comuni e di First Lord of the Treasury.
Durante la malattia di lord Salisbury nel 1898 e nuovamente durante l'assenza dello stesso marchese impegnato all'estero, Balfour ebbe incarichi al Ministero degli esteri e condusse negoziati con la Russia per la questione delle ferrovie nel nord della Cina. Come membro del gabinetto responsabile dei negoziati per il Transvaal nel 1899 intervenne polemicamente e quando la Seconda guerra boera scoppiò disastrosamente, fu il primo a realizzare la necessità di intervenire con forza, dimostrando di non sottovalutare lo scontro.

### Primo Ministro

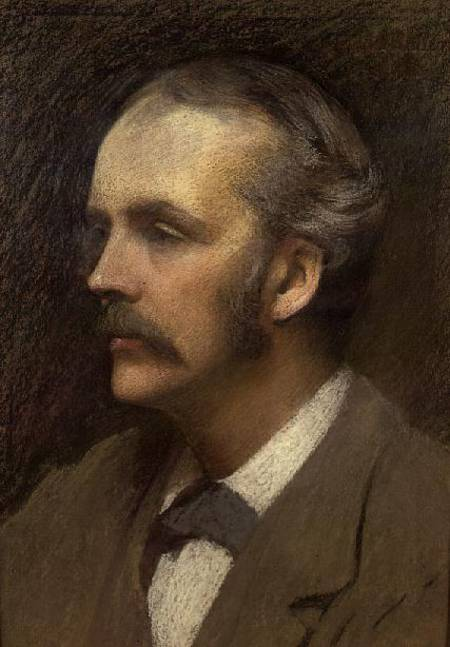
Arthur Balfour ritratto nel 1892

Dopo le dimissioni di lord Salisbury l'11 luglio 1902, Balfour gli succedette alla carica di primo ministro, con l'approvazione di tutte le sezioni del partito Unionista. Il nuovo primo ministro giunse al potere praticamente tra l'incoronazione di Edoardo VII e la fine della seconda guerra boera. All'inizio il governo sembrava favorito dalla situazione politica generale: il partito liberale continuava ad essere profondamente disorganizzato sulla questione coi Boeri. I due cardini principali attorno ai quali era intenzionata a ruotare la nuova amministrazione erano l'estensione del nuovo Education Act a Londra e l'Irish Land Purchase Act, col quale il Cancelliere dello Scacchiere britannico avrebbe favorito un avanzo di capitale per permettere ai lords irlandesi di acquistare terreni. Un successo dell'amministrazione Balfour fu la fondazione del Committee on Imperial Defence.
Sotto l'aspetto degli affari esteri, Balfour ed il suo ministro degli Esteri Lord Lansdowne furono presenti dinanzi alle sempre crescenti relazioni con la Francia che culminarono nell'Entente cordiale del 1904. Il periodo vide inoltre l'acuta crisi della guerra russo-giapponese ove la Gran Bretagna era alleata dei giapponesi e fu sul punto di dichiarare guerra alla Russia nell'incidente di Dogger Bank. Ad ogni modo, Balfour lasciò la conduzione degli Esteri a Lansdowne, occupandosi prevalentemente degli affari interni.
Il budget consentiva di presentare un surplus che avrebbe inoltre consentito di ridurre la tassazione. Le riduzioni operate da Charles Thomson Ritchie (1838-1906) e la crociata di Joseph Chamberlain in favore di una riforma delle tariffe imposte per creare un "commercio di preferenza" nell'Impero britannico, tendevano a proteggere l'industria britannica dalla competizione, rafforzando l'impero contro la crescente potenza economica di Germania e Stati Uniti. Anche quest'ultima riforma, ad ogni modo, non fu sufficiente ai free traders per l'approvazione in quanto essi richiedevano una riforma più estrema delle tariffe di modo da incoraggiare il libero commercio globale. Col consenso di Balfour, Chamberlain diede le proprie dimissioni dal gabinetto di governo sul finire del 1903. Nel contempo, Balfour tentò di bilanciare le due fazioni accettando le dimissioni di due ministri free traders tra i quali si trovavano il cancelliere Ritchie e il duca di Devonshire, indebolendo notevolmente le azioni di governo.
Balfour stesso, infine, si dimise dall'incarico di primo ministro nel dicembre del 1905 sperando invano che il leader liberale Henry Campbell-Bannerman, suo successore alla carica, sarebbe stato in grado di formare un governo più forte.

### Ultimi anni e morte

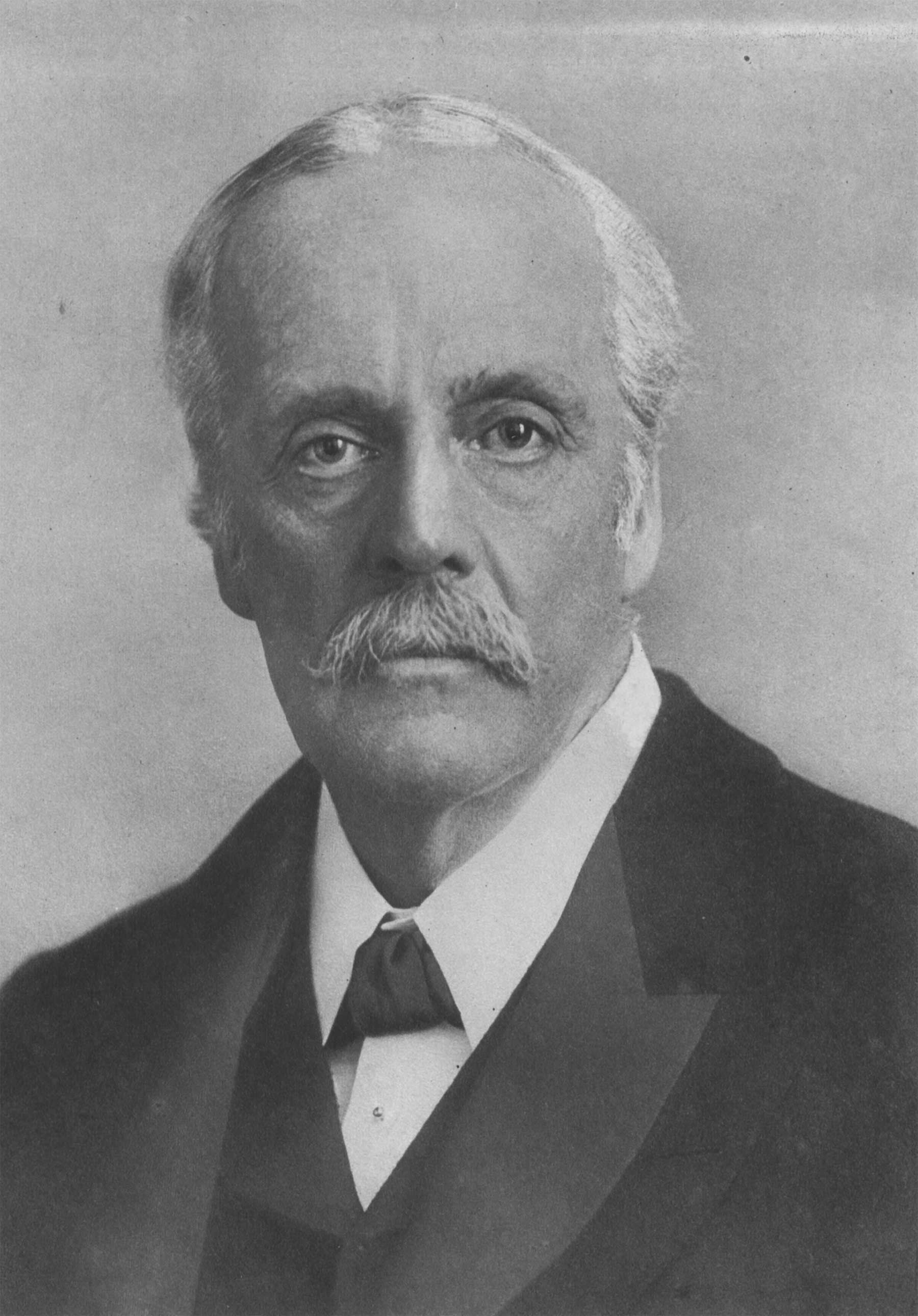
Un anziano Balfour

Dopo il disastro delle elezioni del 1906, Balfour rimase a capo del partito e la sua posizione si rafforzò ulteriormente con l'allontanamento spontaneo di Joseph Chamberlain dalla vita politica dopo il suo attacco cardiaco del luglio del 1906, ma non fu in grado di fare molto contro la maggioranza liberale alla camera dei Comuni. Il tracollo dell'opposizione si presentò nel 1911 quando con il passaggio del Parliament Act.
Balfour rimase un'importante figura del partito e quando gli unionisti aderirono alla coalizione del governo Asquith nel maggio del 1915, Balfour succedette a Winston Churchill alla carica di primo lord dell'ammiragliato. Al collasso del governo di Asquith nel dicembre del 1916, Balfour, che sembrava essere un suo potenziale successore alla premiership, divenne invece ministro degli esteri nel nuovo governo di David Lloyd George, ma non venne incluso nel gabinetto di guerra, e venne sovente lasciato al di fuori degli affari di governo. Il suo servizio per gli esteri, ad ogni modo, si rivelò notevole in particolare in merito alla Balfour Declaration del 1917, una lettera indirizzata a Lord Rothschild promettendo agli ebrei uno "stato nazionale" in Palestina, allora parte dell'Impero ottomano.
Balfour diede le proprie dimissioni da segretario di Stato per gli affari esteri a seguito del trattato di Versailles del 1919, ma continuò a rimanere nel gabinetto di governo col ruolo di lord presidente del Consiglio. Nel 1921-22 rappresentò l'Impero britannico alla conferenza navale di Washington.
Nel 1922, assieme a gran parte della leadership dei conservatori, diede le proprie dimissioni dal governo dopo che alcuni avevano tentato di rompere la coalizione. Andrew Bonar Law divenne subito dopo primo ministro. Nel 1922 Balfour venne nominato Conte di Balfour. Non fece parte inizialmente del governo di Stanley Baldwin nel 1924, ma nel 1925 tornò entrò governo al posto di Lord Curzon come lord presidente del Consiglio sino alla fine del governo nel 1929. Nel 1925 si recò in visita in Terrasanta.
A parte qualche leggera influenza, Balfour aveva goduto di ottima salute sino al 1928 e continuò a praticare il tennis, sport che amava particolarmente al punto da divenire fondatore e primo presidente dell'International Lawn Tennis Club of Great Britain. Alla fine del 1928 dovette perdere gran parte dei propri denti a causa di un problema circolatorio che poi porrà fine alla sua stessa vita. In passato egli aveva sofferto occasionalmente di flebite ma dal 1929 questa l'aveva completamente immobilizzato. Infine, poco dopo aver ricevuto la visita dell'amico Chaim Weizmann, Balfour morì a Fisher's Hill dove si era ritirato, il 19 marzo 1930. Secondo le sue ultime volontà gli venne evitato il funerale di stato e venne sepolto il 22 marzo nella tomba di famiglia a Whittingehame.

## Ascendenza
|                                                |                                      |                                                     | Genitori                                |  |  | Nonni |  |  | Bisnonni     |  |  | Trisnonni      |  |
|                                                |                                      |                                                     |                                         |  |  |       |  |  | John Balfour |  |  | Robert Balfour |  |
|                                                |                                      |                                                     |                                         |  |  |       |  |  | John Balfour |  |  | Robert Balfour |  |
|                                                |                                      | Ann Ramsay                                          |                                         |  |  |       |  |  | John Balfour |  |  |                |  |
| James Balfour                                  |                                      |                                                     |                                         |  |  |       |  |  | John Balfour |  |  |                |  |
|                                                |                                      | Mary Gordon                                         | James Gordon                            |  |  |       |  |  |              |  |  |                |  |
|                                                |                                      | Mary Gordon                                         | James Gordon                            |  |  |       |  |  |              |  |  |                |  |
|                                                |                                      | Mary Gordon                                         | Elizabeth Glen                          |  |  |       |  |  |              |  |  |                |  |
| James Maitland Balfour                         |                                      | Mary Gordon                                         |                                         |  |  |       |  |  |              |  |  |                |  |
|                                                |                                      | James Maitland Lauderdale, VIII conte di Lauderdale | James Maitland, VII conte di Lauderdale |  |  |       |  |  |              |  |  |                |  |
|                                                |                                      | James Maitland Lauderdale, VIII conte di Lauderdale | James Maitland, VII conte di Lauderdale |  |  |       |  |  |              |  |  |                |  |
|                                                |                                      | James Maitland Lauderdale, VIII conte di Lauderdale | Mary Lombe                              |  |  |       |  |  |              |  |  |                |  |
| Eleanor Maitland                               |                                      | James Maitland Lauderdale, VIII conte di Lauderdale |                                         |  |  |       |  |  |              |  |  |                |  |
|                                                |                                      | Eleanor Todd                                        | Anthony Todd                            |  |  |       |  |  |              |  |  |                |  |
|                                                |                                      | Eleanor Todd                                        | Anthony Todd                            |  |  |       |  |  |              |  |  |                |  |
|                                                |                                      | Eleanor Todd                                        | Eleanor Smith                           |  |  |       |  |  |              |  |  |                |  |
| Arthur James Balfour, I conte di Balfour       |                                      | Eleanor Todd                                        |                                         |  |  |       |  |  |              |  |  |                |  |
|                                                | James Cecil, I marchese di Salisbury | James Cecil, VI conte di Salisbury                  |                                         |  |  |       |  |  |              |  |  |                |  |
|                                                | James Cecil, I marchese di Salisbury | James Cecil, VI conte di Salisbury                  |                                         |  |  |       |  |  |              |  |  |                |  |
|                                                | James Cecil, I marchese di Salisbury | Elizabeth Keet                                      |                                         |  |  |       |  |  |              |  |  |                |  |
| James Gascoyne-Cecil, II marchese di Salisbury | James Cecil, I marchese di Salisbury |                                                     |                                         |  |  |       |  |  |              |  |  |                |  |
|                                                |                                      | Mary Emily Hill                                     | Wills Hill, I marchese del Downshire    |  |  |       |  |  |              |  |  |                |  |
|                                                |                                      | Mary Emily Hill                                     | Wills Hill, I marchese del Downshire    |  |  |       |  |  |              |  |  |                |  |
|                                                |                                      | Mary Emily Hill                                     | Margaretta FitzGerald                   |  |  |       |  |  |              |  |  |                |  |
| Blanche Gascoyne-Cecil                         |                                      | Mary Emily Hill                                     |                                         |  |  |       |  |  |              |  |  |                |  |
|                                                |                                      | Bamber Gascoyne                                     | Bamber Gascoyne                         |  |  |       |  |  |              |  |  |                |  |
|                                                |                                      | Bamber Gascoyne                                     | Bamber Gascoyne                         |  |  |       |  |  |              |  |  |                |  |
|                                                |                                      | Bamber Gascoyne                                     | Mary Greene                             |  |  |       |  |  |              |  |  |                |  |
| Frances Gascoyne                               |                                      | Bamber Gascoyne                                     |                                         |  |  |       |  |  |              |  |  |                |  |
|                                                |                                      | Sarah Price                                         | Chase Price                             |  |  |       |  |  |              |  |  |                |  |
|                                                |                                      | Sarah Price                                         | Chase Price                             |  |  |       |  |  |              |  |  |                |  |
|                                                |                                      | Sarah Price                                         | Susan Glanvile                          |  |  |       |  |  |              |  |  |                |  |
|                                                |                                      | Sarah Price                                         |                                         |  |  |       |  |  |              |  |  |                |  |